# Wali Muhàmmad
Wali Muhàmmad Khan, fou kan djànida o astrakhànida de Bukharà. Era fill de Djanibeg ibn Yar Muhammad i germà dels fundadors de la dinastia Din Muhammad i Baki Muhammad. Va governar inicialment a Merv (1598-1599) i després a Balkh (1599-1605).
Era a Balkh quan el seu germà Baki Muhammad es va posar malalt i va anar a Bukharà a visitar-lo. Quan va arribar la notícia de la mort de Baki, es va proclamar kan i va derrotar prop de Tirmidh a dos fills del difunt que reclamaven la successió.
Segons les referències fou un borratxo i va viure de manera escandalosa; fou odiat per la seva crueltat, injustícia i exaccions.
Va deixar el govern de Balkh a un beg de la casa de Fuladchi (segons Bambery al seu visir, Shahbeg Kukeltash), al que va encomanar la custòdia d'Imam Kuli i Nadir Muhammad, els joves fills de Din Muhammad. va construir forats a les muralles pels que tirava a les seves víctimes; altres eren fregits en calderes d'oli bullent; altres eren espellats; entre les víctimes s'esmenta a Dostum Arghun, Shah Kuchuk, i Haji Naiman, tres dels visirs del seu germà i antecessor.
Finalment els seus opositors es van revoltar a Balkh dirigits per Imam Kuli Khan. El governador Kukeltash va ser executat amb les mateixes tortures que ell havia aplicat abans. Imam Kuli i la seva gent van marxar cap a Bukharà mentre el seu germà Nadir el Coix, que li donava suport, marxava amb un altre contingent, per una ruta diferent. En aquell moment Wali estava de cacera a Karshi i no confiant en la lleialtat de la seva gent, va fugir a Pèrsia on Abbas el Gran el va rebre amb gran distinció i el va anar a saludar a Daulatabad, a tres dies de marxa d'on era. Vint mil mosqueters perses van marcar l'entrada del kan a la ciutat, les tendes es van engalanar i els poetes van escriure cants al moment (1511).
No gaire després Abbas el va enviar amb 80.000 perses cap a l'Oxus. Imam Kuli va demanar consell al sant Khoja Muhammad Amin, descendent de Makhdum Aazam que va anar a enfrontar a l'enemic. Tot i l'immens exèrcit que tenia al front, el religiós va tirar la primera fletxa i va obrir el combat llaçant un grapat de terra contra l'enemic i donant el senyal d'assalt general; les cròniques parlen que la terra del sant van envoltar als perses de foscor i va protegir als uzbeks com si fossin darrere una muralla i en canvi va fer indefensable el camp persa al costat del llac de Maghian. Fos com fos, els uzbeks van sortir triomfants i Wali Muhammad va caure viu en mans de les forces d'Imam Kuli i fou decapitat (abril o maig del 1511). Els seus dos fills, Rustem i Muhammad Rahim, van fugir a Pèrsia on van rebre el govern d'Ube i Shiflan, que els seus descendents van conservar fins al segle xviii. Imam Kuli va poder exercir com a kan sense oposició.